# 三星乡 (巴中市)
三星乡，是中华人民共和国四川省巴中市恩阳区曾经下辖的一个乡。2019年12月，撤销三星乡，将原三星乡石虎村、龙宝村、关蓬村和原石城乡小元村、烂田垭村、白堡嘴村、显石寨村、千丘塝村、三清庙村所属行政区域划归兴隆镇管辖，原三星乡瑞昌社区、红星社区、双柏村、凤居村、双山村、大元村、梓橦村、长生村所属行政区域划归玉山镇管辖。

## 行政区划
三星乡撤销前下辖以下地区：
瑞昌社区、双柏村、凤居村、石虎村、龙宝村、关蓬村、双山村、大元村、梓潼村和长生村。